# Swift & Company

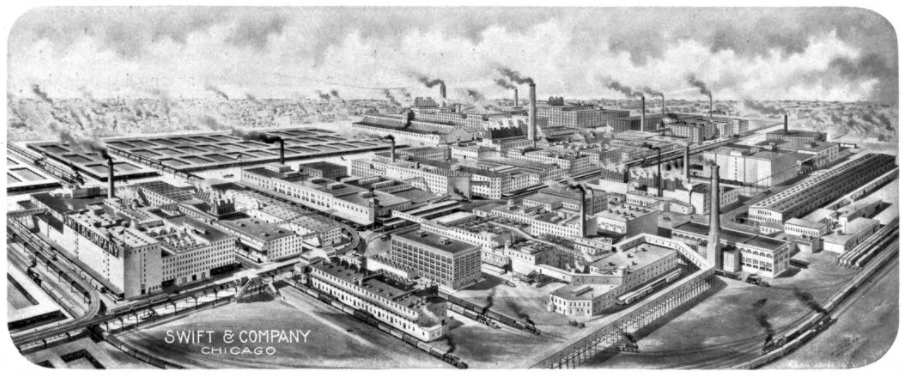
Swift & Company, Chicago, Union Stock Yards, 1905

Swift & Company war ein US-amerikanisches Unternehmen mit Firmensitz in Greeley, Colorado. Das Unternehmen gehörte nach Angaben des Magazins Forbes zu den 30 größten, nicht börsennotierten Unternehmen in den Vereinigten Staaten.
Swift & Company gehörte zu den größten Fleischproduzenten in den Vereinigten Staaten. Das Unternehmen wurde 1855 von Gustavus Franklin Swift gegründet. Über mehrere Jahrzehnte bildete das Unternehmen mit vier weiteren Konzernen ein mächtiges Kartell mit Zentrum in Chicago, das als die „Big Five“ bekannt war (siehe Schlachthof#Geschichte). Bis Anfang 2007 war Swift & Company im Besitz der US-amerikanischen Investmentgesellschaft HM Capital Partners aus Dallas. Das Unternehmen wurde am 12. Juli 2007 an das brasilianische Unternehmen JBS verkauft. Durch den Erwerb stieg das fusionierte Unternehmen JBS Swift Group zum weltweit größten Rindfleischproduzenten auf, das neben den Standorten in den Vereinigten Staaten 23 Standorte in Brasilien und 5 Standorte in Argentinien besitzt.
Zu den größten Hauptkonkurrenten gehörten die Agrarunternehmen Cargill, Smithfield Packing Company und Tyson Foods.

## Beschäftigungsskandal 2006
2006 wurden sechs Standorte des Unternehmens in den Vereinigten Staaten wegen Identitätsdiebstahles und illegaler Beschäftigung von Einwanderern aus Mexiko, Guatemala, Honduras und anderen lateinamerikanischen Staaten untersucht. Insgesamt 1282 illegale Beschäftigungen wurden im Rahmen der Untersuchungen aufgedeckt.

## Sonstiges
Nach der Aufgabe des Meat Packaging erwarb die in den späten 1950ern gegründete Transportfirma B & C Truck Leasing aus Plain City, Utah die abgestoßenen Fahrzeuge und den Namen und gründete am 10. Oktober 1966 die noch heute aktive Transportspedition „Swift Transportation“, die sie bis 1984 zu einem Jahresumsatz von 25 Mio. $ Unternehmen ausbaute. 2019 hatte das Unternehmen ca. 21.900 Angestellte.